# Jorge Luke
Jorge Obscura Lango (Ciudad de México, México, 18 de octubre de 1942 - 4 de agosto de 2012) conocido como Jorge Luke fue un actor y músico mexicano. Nacido en la Ciudad de México, es egresado de la escuela de arquitectura de la UNAM. Trabajó como arquitecto y dibujante para el famoso arquitecto Pancho Artigas e hizo un internship en el despacho de Frank Lloyd Wright en la ciudad de Chicago en los años 60.

## Biografía y carrera
Jorge Obscura Lango nació en la Ciudad de México el 18 de octubre de 1942, estudió arquitectura en la UNAM y, en su juventud, formó parte del grupo Los Rippers como cantante y bajista. 
Empezó su carrera como actor con una breve aparición sin acreditar en la película Siempre hay una primera vez 1969. 
Sin embargo, su primer triunfo actoral vendría con su participación en la obra teatral Zaratustra (1970),  basada en Así hablaba Zaratustra de Friedrich Nietzsche escrita y dirigida por Alejandro Jodorowsky la cual fue un escándalo en su momento, ya que se representaba con sus actores totalmente desnudos entre los que destacaban Jorge Luke, Carlos Ancira, Héctor Bonilla e Isela Vega a quien conoció años antes en 1969, con quién se casó y tuvo a su única hija -Shaula. Otra exitosa participación en teatro fue el musical Amor sin Barreras en la que interpretó el personaje de Bernardo en el Teatro Hidalgo en 1976. 
Su carrera continuó en ascenso con las películas El jardín de la Tía Isabel de Felipe Cazals, El sabor de la venganza, chili western de Alberto Mariscal y en donde comparte set con Mario Almada y Las puertas del paraíso, cinta por la que recibe una nominación al Ariel en la categoría de mejor actor. Al año siguiente recibe sus primeras oportunidades en Hollywood con The Revengers y Ulzana's Raid de Robert Aldrich, al lado de Burt Lancaster. 
Otras cintas importantes en las que participó son El sabor de la venganza (1969), Cinco mil dólares de recompensa (1974) de Jorge Fons, El santo oficio (1974) de Arturo Ripstein, El encuentro de un hombre solo (1973) de Sergio Olhovich, Foxtrot (1976); en la que trabaja con figuras como Peter O'Toole, Charlotte Rampling y Max Von Sydow, Lo blanco, lo rojo y lo negro (1979) de Alfredo Salazar e Ignacio Vazquegómez Castro; La guerra santa (1979) de Carlos Enrique Taboada, La ilegal (1979) con Lucía Méndez y  Sunburn (1979) con Joan Collins y Farrah Fawcett, con quien iniciaría un importante y apasionado romance.
En los años 80 su horizonte se expande al cine de Italia, Francia y la Unión Soviética, en películas con locaciones en México, además de participaciones en otros films estadounidenses; en uno de ellos dirigido por el prestigioso cineasta Oliver Stone (Salvador (1986), su última cinta internacional sería Clear and Present Danger (1994), con  Harrison Ford y Persecución humana (1999). 
También trabajó en televisión, se le recuerda como el villano principal de la telenovela Ellas, inocentes o culpables (2000) en Televisión Azteca. Su último trabajo en este rubro fue la serie Soy tu fan (2010) y en cine la cinta Erase una vez en Durango Dirigida por Juan Antonio de la Riva en el año (2010).

## Muerte
Tras diez años de una intensa depresión Jorge Luke falleció el 4 de agosto de 2012 en el hospital Santa Elena de la Ciudad de México. Su cuerpo fue incinerado y sus cenizas fueron arrojadas al mar de Acapulco por su hija, Shaula Obscura Vega.

## Filmografía
- El sabor de la venganza (1971)
- Cinco mil dólares de recompensa (1974)
- El encuentro de un hombre solo (1974)
- Acorralados (1976)
- La hora del jaguar (1978)
- La ilegal (1979)
- Muerte en el Río Grande (1982)
- Los ojos de un niño (1982)
- El hijo de Pedro Navaja (1986)
- Dimensiones Ocultas (1987)
- Pandilleros asesinos (1990)
- Bronco "La Película" (1990)
- Peligro inminente (1994)
- Persecusión humana (1999)
- Venganza de un terrorista (2003)
- El Chrysler 300: Chuy y Mauricio (2008)
- La mafia muere (2013)

## Reconocimientos

### Premios Ariel
| Año  | Categoría             | Película                | Resultado |
| ---- | --------------------- | ----------------------- | --------- |
| 1972 | Actor                 | Las Puertas del Paraíso | Nominado  |
| 1981 | Coactuación masculina | Morir de madrugada      | Nominado  |

### Diosa de Plata PECIME
| Año  | Categoría | Película        | Resultado |
| ---- | --------- | --------------- | --------- |
| 1975 | Actor     | El santo oficio | Ganador   |